# District administratif de Zelenograd
Le district administratif de Zelenograd (en russe : Зеленоградский административный округ) est l'un des 12 districts de Moscou, constitué autour de Zelenograd, cité moscovite enclavée dans l'oblast de Moscou et distante de la capitale russe de 37 km.
Il est constitué d'une ancienne ville placée sous la juridiction de la ville fédérale de Moscou.
Le district compte en 2010 une population de 223 902 habitants.

## Divisions administratives
Il est composé des cinq districts municipaux suivants :
- Matouchkino (Район Матушкино)
- Saviolki (Район Савёлки)
- Staroïe Krioukovo (Район Старое Крюково)
- Silono (Район Силино)
- Krioukovo (Район Крюково)

## Histoire
Zelenograd est sortie de terre en 1958 et a bâti sa réputation dans l'industrie électronique, microélectronique et informatique, faisait de la cité une véritable Silicon Valley soviétique, ce qui lui valut d'être déclarée « ville fermée » jusqu'en 1991.